# Raúl Alfonsín
Raúl Ricardo Alfonsín Foulkes (Chascomús, 12 de março de 1927 – Buenos Aires, 31 de março de 2009) foi um advogado e político argentino que exerceu o cargo de presidente da Argentina entre 1983 e 1989. Nascido em uma cidade da Província de Buenos Aires, iniciou seus estudos de Direito na Universidade Nacional de La Plata e graduou-se pela Universidade de Buenos Aires. Filiado ao partido União Cívica Radical (UCR), juntou-se a facção de Ricardo Balbín após a cisão do UCR.
Alfonsín foi eleito deputado na Legislatura da Província de Buenos Aires em 1958, e deputado nacional em 1963. Ele se opôs a ambos os lados da Guerra Suja, e entrou várias vezes com pedidos de Habeas corpus solicitando a liberdade para vítimas de desaparecimentos forçados, ocorridos durante o Processo de Reorganização Nacional. Denunciou os crimes cometidos pelas ditaduras militares de outros países, e também se opôs as ações de ambos os lados na Guerra das Malvinas. Após a morte de Balbín, tornou-se líder da UCR e foi o candidato do partido à presidência argentina na eleição de 1983, na qual saiu vitorioso.
Quando tornou-se presidente, enviou um projeto de lei ao Congresso para revogar a lei de autoanistia estabelecida pelos militares. Ele estabeleceu a Comissão Nacional sobre o Desaparecimento de Pessoas para investigar os crimes cometidos pelos militares, que resultou na condenação dos chefes do antigo regime. O descontentamento entre os militares gerou os motins dos Carapintadas, levando Alfonsín a apaziguá-los com a Lei de Ponto Final e a Lei de Obediência Devida. Também teve conflitos com os sindicatos, que eram controlados pelo oposicionista Partido Justicialista. Alfonsín resolveu o Conflito de Beagle, aumentou o comércio com o Brasil, propôs a criação do grupo de apoio Contadora para mediar o conflito entre os Estados Unidos e os Contra da Nicarágua, e sancionou a primeira lei permitindo o divórcio. Ele iniciou o plano Austral para melhorar a economia nacional, mas esse plano, bem como o Plano Primavera, falhou. A hiperinflação e os distúrbios resultaram na derrota de seu partido na eleição presidencial de 1989, vencida pelo peronista Carlos Menem.
Alfonsín permaneceu como líder da UCR, e se opôs ao governo de Carlos Menem. Junto com Menem, iniciou o Pacto de Olivos, a fim de negociar as condições para uma reforma constitucional em 1994. Fernando de la Rúa liderou uma facção da UCR que se opôs ao pacto, e tornou-se presidente em 1999. De la Rúa renunciou durante os protestos de dezembro de 2001, e a facção de Alfonsín forneceu o apoio necessário para o peronista Eduardo Duhalde ser nomeado presidente pelo Congresso. Alfonsín morreu de câncer de pulmão em 31 de março de 2009, aos 82 anos de idade, sendo velado em um grande funeral de Estado.

## Início de vida e carreira

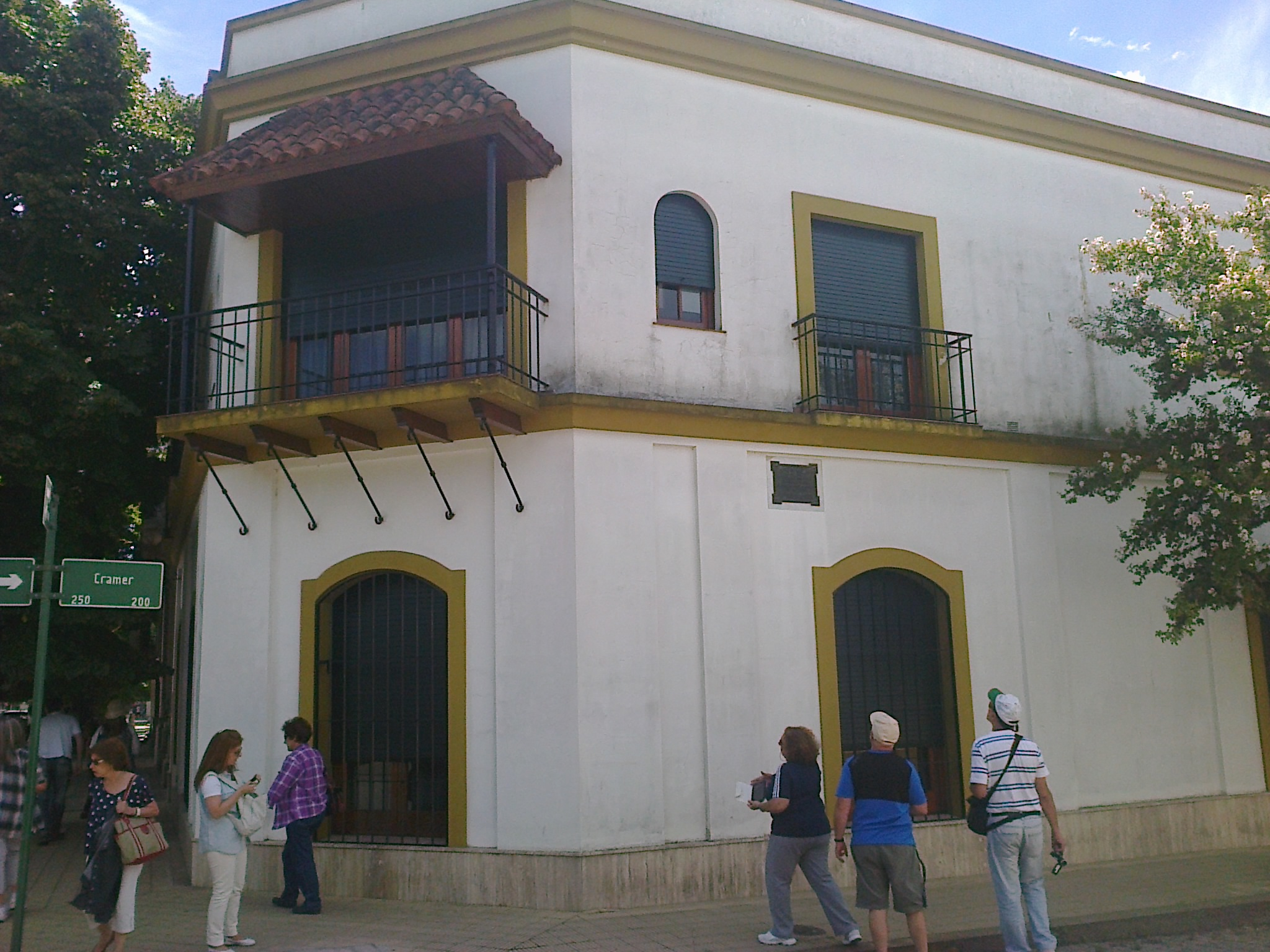
A casa onde Alfonsín viveu durante sua infância em Chascomús.

Raúl Alfonsín nasceu em 12 de março de 1927, na cidade de Chascomús, a 123 quilômetros ao sul de Buenos Aires. Seus pais eram Serafín Raúl Alfonsín Ochoa e Ana María Foulkes. Serafín era de ascendência galega e alemã, e Ana María era filha do imigrante galês Ricardo Foulkes e da insular de Falkland María Elena Ford. Após concluir sua escolaridade elementar, Raúl Alfonsín matriculou-se no Liceu Militar General San Martín, formando-se depois de cinco anos como segundo tenente. Não seguiu uma carreira militar e começou a estudar Direito. Começou seus estudos na Universidade Nacional de La Plata e completou-os na Universidade de Buenos Aires, formando-se aos 23 anos. Em 1949, se casou com María Lorenza Barreneche, que conheceu na década de 1940 em um baile de máscaras. Eles se mudaram para Mendoza, La Plata, e voltaram para Chascomús. Tiveram seis filhos, dos quais apenas Ricardo Alfonsín também seguiu uma carreira política.
Alfonsín comprou um jornal local, o El Imparcial. Se juntou à União Cívica Radical (UCR) em 1946, como membro do Movimento de Renovação e Intransigência, uma facção do partido que se opôs à incorporação da UCR na coalizão da União Democrática. Foi nomeado presidente do comitê do partido em Chascomús em 1951, e eleito para o conselho da cidade em 1954. Durante a reação do governo de Juan Perón ao bombardeio da Plaza de Mayo, foi detido por um breve período. A Revolução Libertadora depôs Perón do governo nacional; Alfonsín foi novamente detido brevemente e forçado a deixar seu cargo no conselho da cidade. A UCR dividiu-se em dois partidos: a União Cívica Radical Intansigente (UCRI), liderado por Arturo Frondizi, e a União Cívica Radical do Povo (UCRP), liderado por Ricardo Balbín e Crisólogo Larralde. Alfonsin não gostou da divisão, mas o optou por seguir o UCRP.

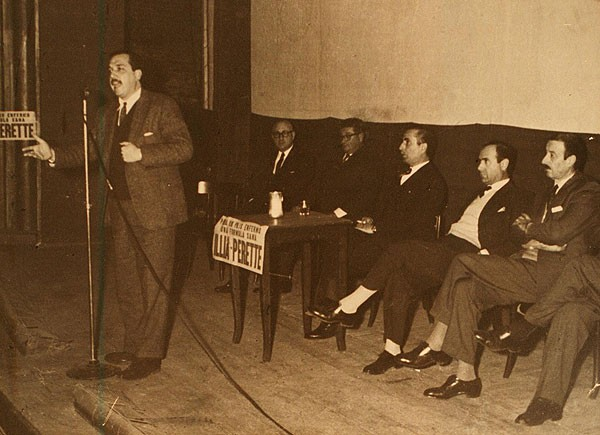
Alfonsín durante sua bem-sucedida campanha ao Congresso em 1963.

Alfonsín foi eleito deputado para a legislatura da Província de Buenos Aires em 1958, na chapa do UCRP, e foi reeleito em 1962. Mudou-se para La Plata, capital da Província, durante seu mandato. O presidente Frondizi foi derrubado por um golpe militar em 29 de março de 1962, que também encerrou a legislatura provincial. Com isso, voltou para Chascomús. O UCRP prevaleceu sobre a UCRI no ano seguinte, levando Arturo Illia à presidência do país. Alfonsín foi eleito deputado nacional e depois vice-presidente do bloco UCRP no congresso. Em 1963, foi nomeado presidente do comitê do partido para a Província de Buenos Aires.
Illia foi deposto por um novo golpe militar em junho de 1966, chamado de a "Revolução Argentina". Alfonsín foi detido enquanto tentava realizar uma manifestação política em La Plata, e outra vez quando tentou reabrir o comitê do UCRP. Foi forçado a renunciar como deputado em novembro de 1966, sendo detido pela terceira vez em 1968 após uma manifestação política em La Plata. Também escrevia artigos de opinião para jornais, sob os pseudônimos Alfonso Carrido Lura e Serafín Feijó. A Guerra Suja começou durante esta época, uma vez que muitos grupos guerrilheiros rejeitaram a ditadura militar de direita e os governos civis, preferindo uma ditadura de esquerda alinhada com a União Soviética, como na Revolução Cubana. Alfonsín esclareceu em seus artigos que rejeitava a ditadura militar e a guerrilha, e pediu por eleições livres. O UCRP tornou-se o UCR mais uma vez e a UCRI foi transformada no Partido Intransigente. Alfonsín criou o Movimento para Renovação e Mudança dentro da UCR para desafiar a liderança de Balbín do partido. A ditadura militar finalmente convocou eleições livres, permitindo que o peronismo (que havia sido banido desde 1955) participasse delas. Balbín derrotou Alfonsín na eleição primária, mas perdeu na principal. Alfonsín foi eleito deputado uma vez mais.
Illia foi convidado em 1975 para uma missão diplomática para a União Soviética; ele declinou e, em vez disso, propôs Alfonsín. Após seu retorno, Alfonsín tornou-se um dos membros fundadores da Assembleia Permanente para os Direitos Humanos. Foi o advogado de defesa de Mario Roberto Santucho, líder dos guerrilheiros do ERP, mas apenas para realizar o devido processo legal, e não por causa de um genuíno desejo de apoiá-lo. O golpe de Estado argentino de 1976 contra a presidente Isabel Martínez de Perón iniciou o Processo de Reorganização Nacional. Alfonsín apresentou vários pedidos de Habeas corpus, solicitando liberdade para as vítimas de desaparecimentos forçados. Visitou outros países, denunciando os desaparecimentos e violações dos direitos humanos. Em 1976, estabeleceu a revista Propuesta y control, uma das poucas revistas que criticaram a ditadura militar durante seus primeiros estágios. A revista foi publicada até 1978. Seus editoriais foram coletados em 1980 no livro La cuestión argentina. Não apoiou a Guerra das Malvinas de 1982 e criticou o ataque argentino e o contra-ataque britânico. A derrota argentina na guerra marcou o declínio da ditadura militar. Os principais partidos políticos uniram-se na Multipartidaria, emitindo um pedido conjunto à ditadura para que convocasse eleições. Alfonsín propôs a nomeação de Arturo Illia como chefe de Estado de um governo de transição, semelhante ao Metapolitefsi na Grécia. O Movimento de Renovação e Mudança assumiu o controle da UCR; Balbín morreu em 1981.

## Campanha presidencial de 1983
Alfonsín foi nomeado candidato do UCR para representar o partido na eleição presidencial de 1983, tendo Víctor Martínez como candidato à vice-presidência. Fernando de la Rúa, que poderia ter concorrido na eleição primária, recusou se candidatar devido a enorme popularidade de Alfonsín. A publicidade foi gerida por David Ratto, que criou o slogan "Ahora Alfonsín" e o gesto do aperto de mãos. Sua campanha usou uma abordagem não confrontativa, em um forte contraste com o candidato peronista para o governo da Província de Buenos Aires, Herminio Iglesias. Iglesias queimou um caixão com os selos da UCR na televisão ao vivo, o que gerou um escândalo político. Como consequência, Iglesias e Ítalo Luder, o candidato peronista à presidência, tiveram uma deterioração de suas imagens públicas.
Durante a campanha, ambos os partidos fizeram propostas semelhantes para reduzir o autoritarismo, a influência política dos militares e manter a reivindicação na disputa por Falkland. Alfonsín denunciou um pacto entre os militares e os sindicatos peronistas que buscavam uma anistia para os militares. Ele sustentou que as forças armadas deveriam estar sujeitas ao governo civil e que os sindicatos deveriam ser regulados. Também propôs uma investigação sobre as ações dos militares durante a Guerra Suja. O último comício foi feito na Plaza de la República e contou com a presença de 400 000 pessoas; encerrou sua campanha lendo o preâmbulo da constituição da Argentina.
As eleições foram realizadas em 30 de outubro. A chapa Alfonsín-Martínez ganhou com 7 724 559 votos, ou 51,7% dos votos válidos, seguido por Luder-Bittel, que obteve 5 995 402 votos, ou 40,1%. Foi a primeira vez desde o surgimento de Perón que o partido peronista foi derrotado em eleições sem fraude eleitoral ou proscrição. O UCR ganhou 128 assentos na Assembleia, formando uma maioria; e elegeu dezoito integrantes do Senado, constituindo uma minoria. Dezoito províncias elegeram governadores radicais e dezessete governadores eleitos eram de partidos justicialistas ou locais. Alfonsín assumiu o cargo em 10 de dezembro e proferiu um discurso no Cabildo de Buenos Aires.

## Presidência (1983-1989)

### Primeiros dias

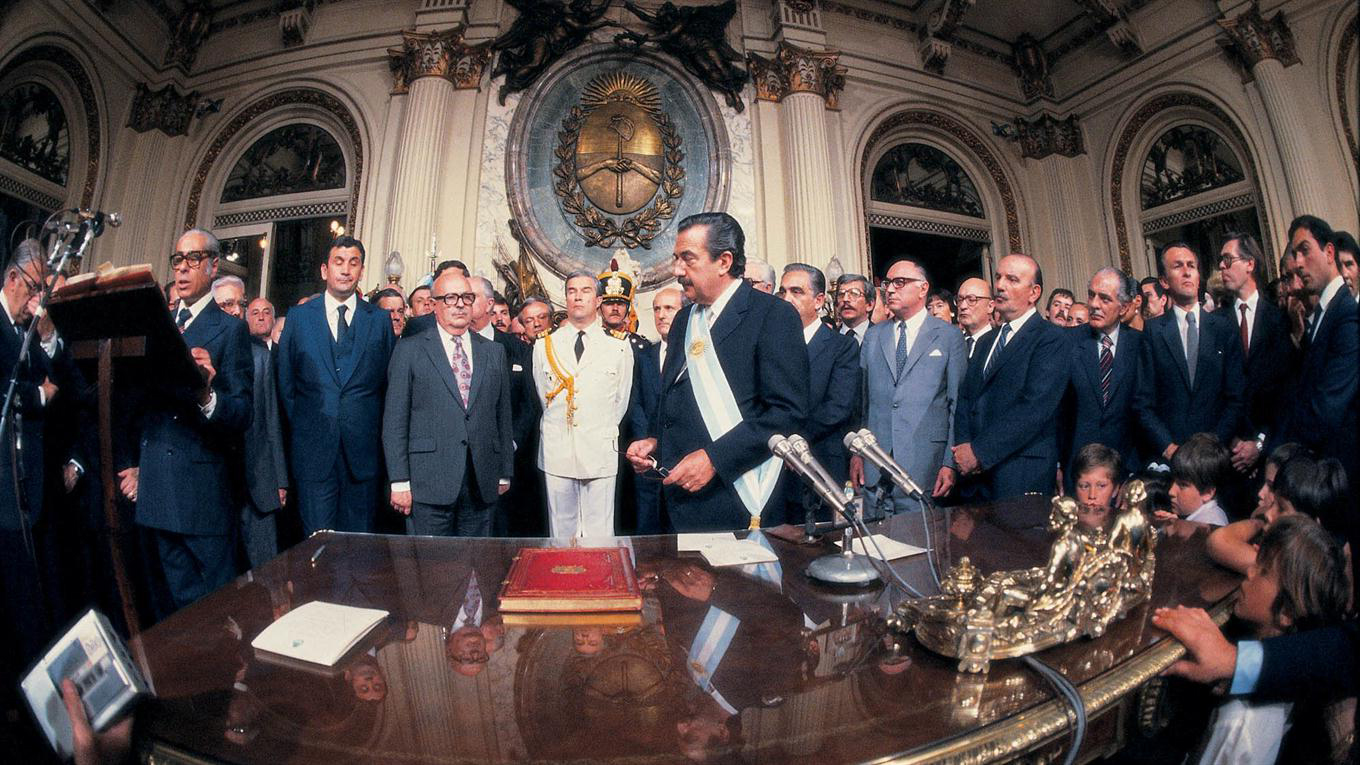
Posse de Raúl Alfonsín como presidente, em 1983.

A posse presidencial de Alfonsín contou com a presença de Isabel Perón. Apesar das recriminações internas pela derrota, o partido peronista concordou em apoiar Alfonsín como presidente para evitar o retorno dos militares. Naquele momento, o terrorismo de esquerda havia sido neutralizado e não era mais uma ameaça. Ainda havia facções militares que ambicionavam manter um governo autoritário e grupos, como as Mães da Plaza de Mayo, buscando reparações para as ações dos militares durante a Guerra Suja.
Três dias depois de assumir o cargo, Alfonsín enviou um projeto de lei ao Congresso para revogar a lei de autoanistia estabelecida pelos militares. Isso possibilitou ao judiciário investigar os crimes cometidos durante a Guerra Suja. Durante a campanha, Alfonsín prometeu que faria isso enquanto Luder não se comprometeu. Alfonsín também ordenou o início de processos judiciais contra os líderes guerrilheiros Mario Firmenich, Fernando Vaca Narvaja, Ricardo Obregón Cano, Rodolfo Galimberti, Roberto Perdía, Héctor Pardo e Enrique Gorriarán Merlo; e dos líderes militares Jorge Videla, Emilio Massera, Orlando Agosti, Roberto Viola, Armando Lambruschini, Omar Graffigna, Leopoldo Galtieri, Jorge Anaya e Basilio Dami Dozo. Além disso, pediu a extradição de líderes guerrilheiros que viviam no exterior.
A maior parte do primeiro gabinete, organizado em Chascomús, era composto de colegas confiáveis de Alfonsín. O presidente nomeou como ministro do Trabalho Antonio Mucci, que pertencia a uma facção do UCR que buscava reduzir a influência do peronismo entre os sindicatos, e imediatamente enviou um projeto de lei ao Congresso com o objetivo de promover sindicatos independentes. Enfrentando uma crise econômica, nomeou Bernardo Grinspun como ministro da Economia. Seu ministério também foi composto por Aldo Neri (Saúde), Dante Caputo (Relações Exteriores), Antonio Tróccoli (Interior), Roque Carranza (Obras e Serviços Públicos), Carlos Alconada Aramburu (Educação), e Raúl Borrás (Defesa). Juan Carlos Pugliese liderou a Câmara dos Deputados, e Edison Otero foi o presidente provisório do Senado. Muitas negociações presidenciais ocorreram na Quinta de Olivos, residência oficial do presidente, e não na Casa Rosada.

### Rescaldo da Guerra Suja

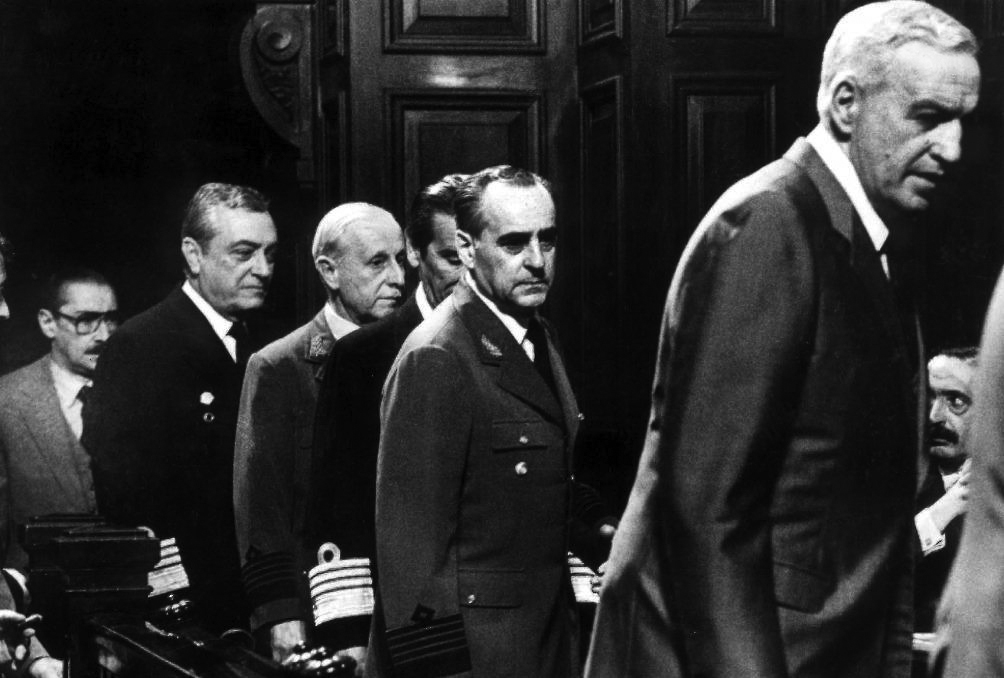
Os chefes do Processo de Reorganização Nacional comparecem ao Julgamento das Juntas.

Sua primeira prioridade foi consolidar a democracia, incorporar as forças armadas a seu papel padrão em um governo civil e prevenir novos golpes militares. Alfonsín primeiro tentou reduzir o poder político dos militares com cortes orçamentários, reduções de pessoal e mudança de suas tarefas políticas. Quanto aos crimes cometidos durante a Guerra Suja, estava disposto a respeitar a responsabilidade de comando e a aceitar a defesa de "ordens superiores" para os militares de postos inferiores, desde que os líderes da Junta fossem sentenciados pela Justiça militar. Este projeto encontrou resistência de organizações de direitos humanos, como as Mães da Plaza de Mayo, e a opinião pública, já que se esperava que os réus fossem absolvidos ou recebessem sentenças baixas. Os militares consideraram que a Guerra Suja era uma guerra legalmente sancionada e que as acusações eram injustificadas. Também estabeleceu a Comissão Nacional sobre o Desaparecimento de Pessoas, composta por várias personalidades bem conhecidas, para documentar casos de desaparecimentos forçados, violações de direitos humanos e raptos de crianças. Ao Congresso, enviou um projeto de lei proponho um código militar para que os militares o usassem. Em seu relatório "Nunca más", a comissão revelou o vasto alcance dos crimes cometidos durante a Guerra Suja e como o Conselho Supremo dos militares havia apoiado as ações militares contra a guerrilha.
Como resultado, Alfonsín patrocinou o Julgamento das Juntas, no qual, pela primeira vez, os líderes de um golpe militar na Argentina foram julgados. As primeiras audiências começaram na Corte Suprema em abril de 1985 e duraram o restante do ano. Em dezembro, o tribunal proferiu sentenças de prisão perpétua para Jorge Videla, presidente do país de 1976 a 1981, e o ex-chefe da Marinha Emilio Massera, além da sentença de dezessete anos para Roberto Eduardo Viola. O ex-presidente Leopoldo Galtieri foi absolvido de acusações relacionadas à repressão, mas foi julgado em maio de 1986 por malversação durante a Guerra das Malvinas. O general de brigada Ramón Camps foi sentenciado a 25 anos de prisão. Os julgamentos não se concentraram apenas nos militares: Mario Firmenich foi capturado no Brasil em 1984 e extraditado para a Argentina, enquanto José López Rega foi extraditado de Miami em 1986 por causa de seus vínculos com a Aliança Anticomunista Argentina.

Os militares foram apoiados pelas famílias das vítimas da subversão, um grupo criado para combater as Mães da Plaza de Mayo. Este grupo culpou a guerrilha pela Guerra Suja, mas teve poucos seguidores. Os julgamentos foram seguidos por atentados com bomba e rumores de protestos militares e até mesmo um possível golpe. Alfonsín procurou apaziguar os militares aumentando seu orçamento. Como isso não era suficiente, propôs a Lei de Ponto Final para estabelecer um prazo para processos judiciais relacionados à Guerra Suja. O Congresso aprovou a lei, apesar da forte oposição da população. Os promotores apressaram-se a iniciar os processos antes do prazo, ingressando 487 acusações contra trezentos policiais, com cem deles ainda em serviço ativo. O major Ernesto Barreiro se recusou a comparecer no tribunal e iniciou um motim em Córdoba. O tenente-coronel Aldo Rico iniciou outro motim no Campo de Mayo, apoiando Barreiro. Os rebeldes foram chamados de "Carapintadas" por causa do uso da camuflagem militar. A CGT convocou uma greve geral em apoio de Alfonsín, e grandes massas se reuniram na Plaza de Mayo para apoiar o governo. Alfonsín negociou diretamente com os rebeldes e garantiu sua rendição, anunciando o fim da crise em um discurso na varanda da Casa Rosada. Os amotinadores eventualmente se renderam, mas o governo prosseguiu com a Lei de Obediência Devida para regular os julgamentos. No entanto, o momento de ambos os eventos foi explorado pelos militares, e os partidos da oposição descreveram o resultado como uma rendição de Alfonsín.
Aldo Rico escapou da prisão em janeiro de 1988 e começou um novo motim em um distante regimento no nordeste. Desta vez, o apoio militar ao motim e o protesto público contra ele foram mínimos. O exército o atacou e Rico se rendeu depois de um breve combate. O coronel Mohamed Alí Seineldín lançou um novo motim no final de 1988. Como em 1987, os amotinados foram derrotados e encarcerados, mas os militares estavam relutantes em abrir fogo contra eles. O objetivo de Alfonsín de reconciliar os militares com a população civil falhou, já que rejeitou as queixas dos militares e os militares se concentraram em questões internas. O Movimiento Todos por la Patria, um pequeno exército de guerrilha liderado por Enrique Gorriarán Merlo, organizou o ataque ao Regimento de La Tablada em 1989. O exército matou muitos de seus membros e rapidamente derrotou o levante.

### Relações com os sindicatos
O peronismo ainda controlava os sindicatos, os mais poderosos de toda a América Latina. O maior era a Confederação Geral do Trabalho (CGT). Alfonsín procurou reduzir a influência peronista sobre os sindicatos, temendo que eles se tornassem uma força desestabilizadora para a jovem democracia. Ele rejeitou seu costume de realizar eleições internas de candidatos únicos e considerou que eram representantes totalitários e não genuínos da força de trabalho. Sua proposta era mudar as regras das eleições internas, remover os líderes sindicais nomeados durante a ditadura e eleger novos sob as novas leis. A CGT rejeitou a proposta como intervencionista e levou os políticos peronistas a votar contra ela. A lei foi aprovada pela Câmara dos Deputados, mas o Senado não a aprovou por um voto. Um segundo projeto de lei, que propôs simplesmente uma convocação de eleições sem supervisão do governo, foi aprovado. Como resultado, os sindicatos permaneceram peronistas.
Na época, a CGT estava dispersa em facções internas. Lorenzo Miguel teve vínculos estreitos com o PJ e liderou a facção "as 62 organizações". Saúl Ubaldini era mais confrontativo, desconfiou dos políticos do PJ e, eventualmente, foi nomeado secretário geral da CGT. A falta de vínculos políticos permitiu que ele trabalhasse como mediador entre as facções sindicais. Carlos Alderete liderou uma facção mais próxima de Alfonsín, chamada de "os 15" sindicatos. O governo procurou aprofundar as divisões internas entre os sindicatos nomeando Alderete como ministro do Trabalho e promovendo legislações que beneficiassem sua facção. Ele foi removido após a derrota nas eleições de meio de mandato de 1987, mas o governo ficou em boas condições com sua facção.
Alfonsín manteve um regulamento da ditadura que lhe permitiu regular o nível de salários. Ele autorizou aumentos salariais a cada três meses, para mantê-los até a taxa de inflação. A CGT rejeitou a iniciativa, e propôs que os salários fossem determinados por negociações livres. Alfonsín permitiu ações de greve, que foram proibidas durante a ditadura, o que deu aos sindicatos outra maneira de expandir sua influência. Houve treze greves gerais e milhares de conflitos trabalhistas menores. No entanto, ao contrário de situações semelhantes no passado, a CGT se uniu a Alfonsín durante as rebeliões militares e não apoiou a remoção de um presidente não peronista. Os conflitos foram causados pela alta inflação, e os sindicatos solicitaram salários mais altos. Os sindicatos receberam o apoio dos aposentados não sindicalizados, da igreja e das facções de esquerda. O apoio popular ao governo permitiu que ele durasse apesar da oposição dos sindicatos.

### Políticas sociais
Com o fim da ditadura militar, Alfonsín prosseguiu políticas culturais e educativas destinadas a reduzir os costumes autoritários de várias instituições e grupos. Também promoveu a liberdade de imprensa. Participaram dessas iniciativas vários intelectuais e cientistas que haviam deixado o país na década anterior, o que beneficiou as universidades. A Universidade de Buenos Aires retornou aos níveis de qualidade que teve na década de 1960. Muitos intelectuais também se envolveram na política, proporcionando uma perspectiva cultural ao discurso político. Tanto Alfonsín quanto o peronista Antonio Cafiero se beneficiaram.
O divórcio foi legalizado por uma lei aprovada em 1987. A igreja se opôs a isso, mas tinha um enorme apoio popular que incluía até mesmo facções católicas, que argumentavam que a separação conjugal já existia, e o divórcio simplesmente a explicitava. A igreja se opôs a Alfonsín depois desse período. A igreja exerceu pressão exitosa para impedir a abolição da educação religiosa. Em consonância com os ensinamentos do Papa João Paulo II, a Igreja criticou o que percebeu como um aumento das drogas, do terrorismo, do aborto e da pornografia.

### Política externa
A Argentina tinha um tenso relacionamento com o Reino Unido por causa da Guerra das Malvinas recentemente terminada. O governo britânico proibiu todos os navios estrangeiros da zona de exclusão das ilhas em 1986. A Argentina organizou patrulhas aéreas e marítimas, bem como manobras militares na Patagônia. No entanto, isso não foi suficiente para apaziguar os militares linha dura na Argentina. Alfonsín propôs o adiamento das discussões sobre a soberania em vez de negociar um cessar das hostilidades, com uma redução no número de forças militares e uma normalização das relações entre Argentina e Reino Unido. O Reino Unido não confiou na proposta, suspeitando que fosse um encobrimento das discussões sobre a soberania.
O conflito de Beagle ainda era um problema não resolvido com o Chile, apesar da mediação papal de 1978. Os militares, preocupados com o julgamento das juntas, pediram a rejeição do acordo proposto e a continuação da reivindicação sobre as ilhas. Alfonsín convocou um referendo para resolver a disputa. Apesar da oposição militar e do PJ, que recomendou abstenção, o apoio ao referendo de resolução atingiu 82%. A lei passou no Senado, apesar do PJ ter mantido sua resistência. O Tratado de Paz e Amizade de 1984 entre o Chile e a Argentina foi assinado no ano seguinte, encerrando o conflito. As violações dos direitos humanos cometidas pelo presidente chileno, Augusto Pinochet, continuaram a ser uma questão contenciosa, bem como a revelação da ajuda chilena às forças britânicas durante a Guerra das Malvinas. A igreja argentina convidou João Paulo II para uma segunda visita à Argentina em 1987, para celebrar sua bem-sucedida mediação. O Papa celebrou a Jornada Mundial da Juventude ao lado do Obelisco de Buenos Aires e deu uma missa na Basílica de Nossa Senhora de Luján.

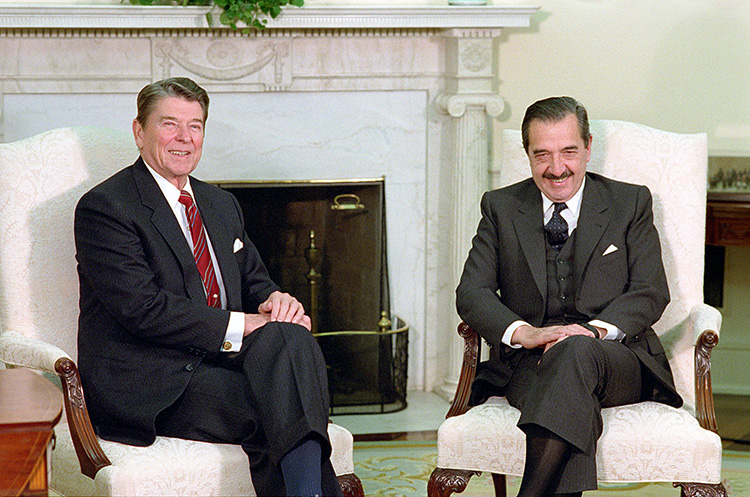
Alfonsín com Ronald Reagan, presidente dos Estados Unidos em 1986.

A Argentina aliou-se ao Brasil, Uruguai e Peru, três países que também encerraram suas ditaduras militares locais, para mediar o conflito entre os EUA e os Contras. Eles criaram uma organização para apoiar o Grupo de Contadora da América do Sul. Ambos os grupos negociaram juntos, mas acabaram falhando por causa da relutância da Nicarágua e dos EUA em mudar suas posições. O grupo mais tarde mudou seu escopo para discutir a dívida externa e diplomacia com o Reino Unido em relação ao conflito das Malvinas.
Inicialmente, Alfonsín se recusou a promover relações diplomáticas com o governo militar brasileiro, e só o fez quando a ditadura terminou e José Sarney se tornou presidente. Uma das preocupações iniciais era aumentar o comércio argentino-brasileiro. Ambos os presidentes se encontraram em Foz do Iguaçu e emitiram uma declaração conjunta sobre o uso pacífico da energia nuclear. Um segundo encontro em Buenos Aires reforçou os acordos comerciais. Argentina e Brasil assinaram o Programa de Integração e Cooperação Econômica (PICE), e, em 1988, ambos os países e o Uruguai concordaram em criar um mercado comum. Isso levou ao Tratado de Assunção de 1991, que criou o Mercosul.

### Política econômica

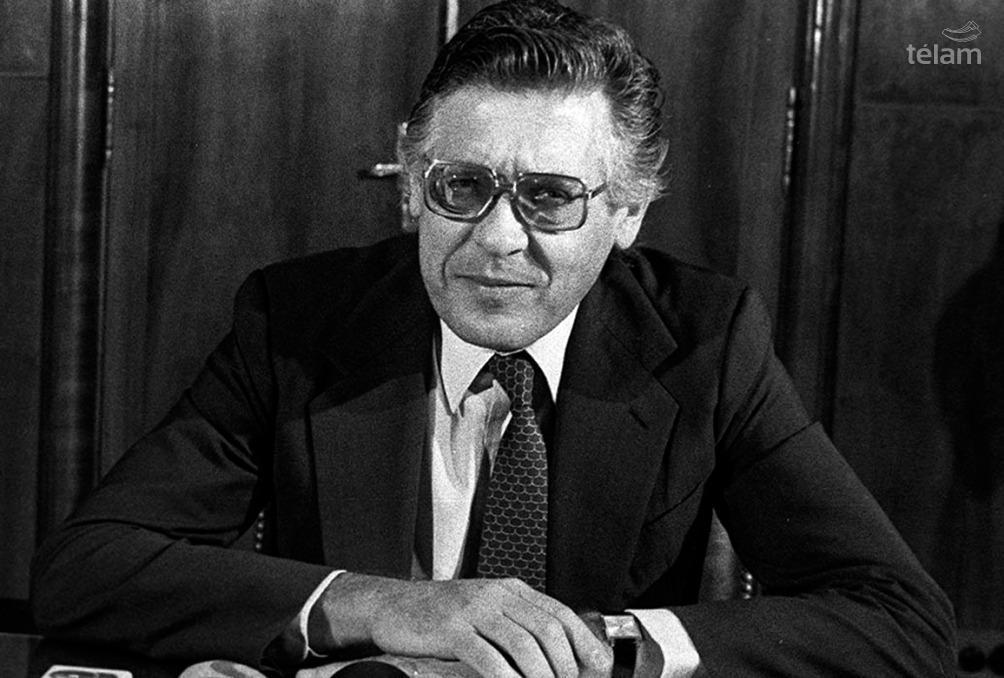
O ministro Juan Vital Sourrouille anuncia o Plano Austral.

Alfonsín começou seu mandato com muitos problemas econômicos. A dívida externa era de quase 43 bilhões de dólares até o final do ano, e o país impediu por pouco um incumprimento fiscal em 1982. Durante esse ano, o produto interno bruto caiu 5,6%, e os lucros industriais em 55%. O desemprego era de quase 10% e a inflação de quase 209%. Também parecia improvável que o país recebesse o investimento estrangeiro necessário. O país apresentou um déficit de US$ 6,7 bilhões. Possíveis soluções como a desvalorização da moeda, a privatização da indústria ou as restrições às importações provavelmente se mostrariam impopulares.
Bernardo Grinspun, o primeiro-ministro da Economia, organizou um aumento nos salários, alcançando os níveis de 1975. Isso levou a inflação a atingir 32%. Ele também tentou negociar termos mais favoráveis sobre a dívida externa do país, mas as negociações fracassaram. Arriscando um inadimplemento, Grinspun negociou com o FMI, que pediu cortes nos gastos. Os créditos internacionais impediram a inadimplência no final de 1984, mas o ministro renunciou em março de 1985, quando a dívida atingiu US$ 1 bilhão e o FMI negou créditos adicionais. Grinspun foi sucedido por Juan Vital Sourrouille, que projetou o plano Austral. Este plano congelou os preços e os salários, interrompeu a impressão de dinheiro, organizou cortes de gastos e estabeleceu uma nova moeda, a Austral. O plano foi um sucesso a curto prazo e sufocou a inflação. A inflação aumentou novamente até o final do ano, a CGT se opôs ao congelamento salarial, e a comunidade empresarial se opôs ao congelamento de preços. Alfonsín pensou que a privatização de alguns ativos do Estado e uma desregulamentação da economia poderia funcionar, mas essas propostas receberam oposição do PJ e seu próprio partido.
Com o apoio do Banco Mundial, o governo tentou novas medidas em 1987, incluindo um aumento nos impostos, privatizações e uma diminuição dos gastos governamentais. Essas medidas não puderam ser aplicadas; o governo perdeu as eleições de meio de mandato de 1987, "os 15" sindicatos que anteriormente apoiaram o governo distanciaram-se disso e a comunidade empresarial não conseguiu sugerir um curso de ação claro. O PJ, visando uma vitória na eleição presidencial de 1989, opôs-se às medidas que acreditava ter um impacto social negativo. O "plano da Primavera" procurou manter a economia estável até as eleições congelando preços e salários e reduzindo o déficit federal. Este plano teve uma recepção ainda pior do que o plano Austral, e nenhuma das partes o apoiou. O Banco Mundial e o FMI recusaram-se a conceder créditos à Argentina. Os grandes exportadores se recusaram a vender dólares para o Banco Central, o que esgotou suas reservas. O austral foi desvalorizado em fevereiro de 1989, e a alta inflação se transformou em hiperinflação. A eleição presidencial de 1989 ocorreram durante esta crise, e o justicialista Carlos Menem tornou-se o novo presidente.

### Eleições de meio de mandato

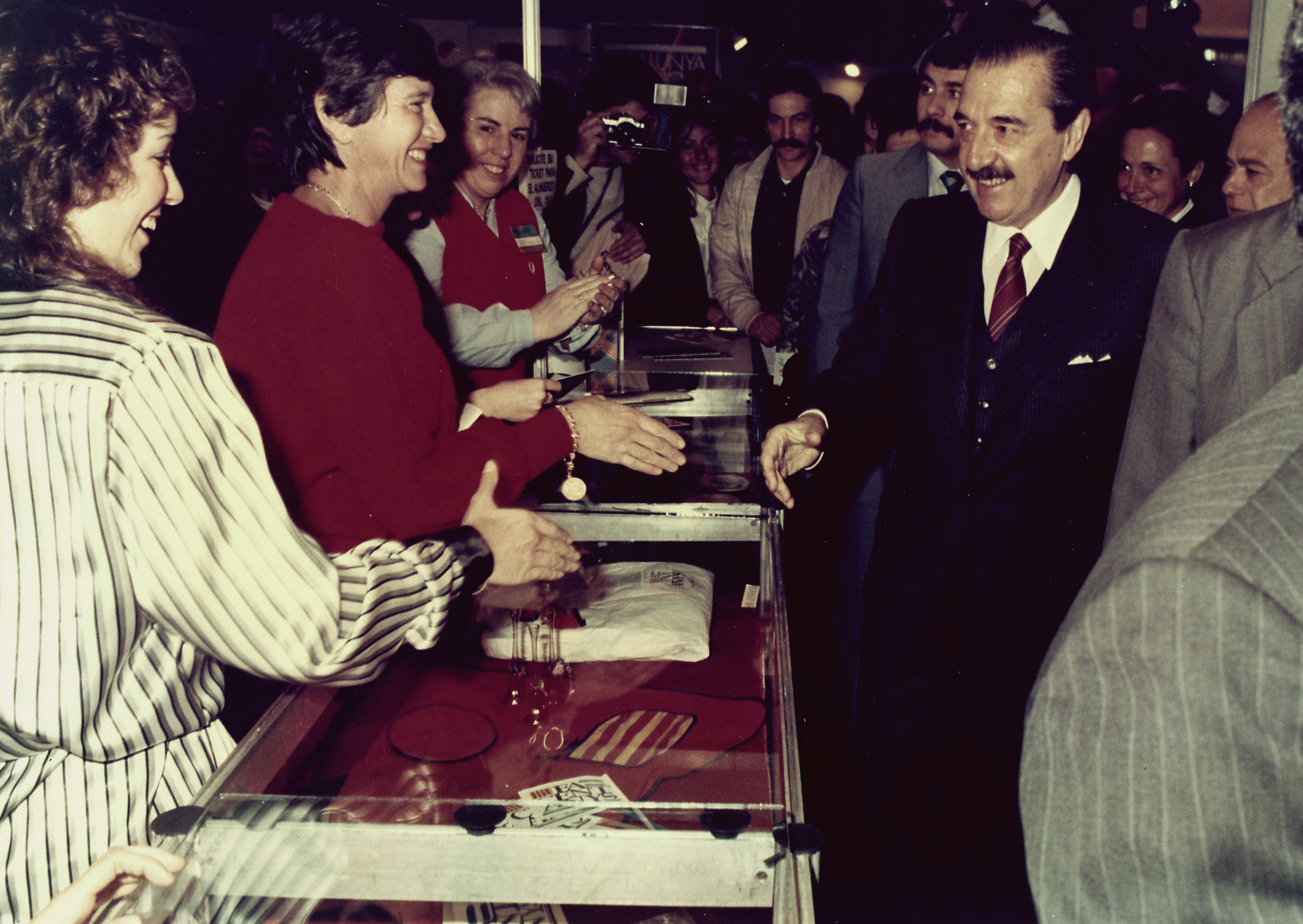
Alfonsín visitando uma exibição em 1986.

As ações tomadas contra os militares contribuíram para um forte desempenho da União Cívica Radical nas eleições legislativas de novembro de 1985. Eles ganharam um assento na Câmara dos Deputados, a câmara baixa do Congresso, o que significou o controle de 130 dos 254 assentos. Os Justicialistas perderam oito lugares (ficando com 103) e os partidos menores e provinciais fizeram a diferença. Alfonsín surpreendeu os observadores em abril de 1986 ao anunciar a criação de um painel encarregado de planejar uma transferência da capital do país para Viedma, uma pequena cidade costeira a 800 quilômetros ao sul de Buenos Aires. Suas propostas apelaram audazmente a emendas constitucionais que criariam um sistema parlamentar, incluindo um primeiro-ministro, e foram bem recebidas pela Câmara dos Deputados, embora tenham encontrado uma forte oposição no Senado.
O governo sofreu um grande revés nas eleições legislativas de 1987. A UCR perdeu a maioria na Câmara dos Deputados. Todas as províncias elegeram governadores peronistas, com exceção de Córdoba e Río Negro. Juntamente com a cidade de Buenos Aires (um distrito federal na época), eles eram os únicos distritos onde o UCR prevaleceu. Como resultado, o governo não poderia avançar com sua agenda legislativa, e o PJ só apoiou projetos menores. O PJ foi fortalecido para a eleição presidencial de 1989, e a UCR procurou propor ao governador Eduardo Angeloz a candidatura. Angeloz era um rival de Alfonsín dentro do partido.

## Pós-presidência
Em meio a uma inflação galopante, Angeloz foi derrotado por Carlos Menem, candidato do PJ, na eleição de 1989. No inverno de 1989, a inflação havia crescido tanto que Alfonsín transferiu o poder para Menem em 8 de julho, cinco meses antes do previsto. Alfonsín permaneceu como presidente da UCR até a derrota do partido nas eleições legislativas de 1991. Sofrendo danos à sua imagem por causa da hiperinflação de 1989, o UCR perdeu em vários distritos. Alfonsín tornou-se presidente do partido novamente em 1993. Ele apoiou a criação de um orçamento especial para a Província de Buenos Aires, liderada por Eduardo Duhalde. O legislador radical Leopoldo Moreau apoiou o novo orçamento ainda mais veementemente do que os peronistas. Ambos os partidos tiveram uma aliança informal na Província. Alfonsín também apoiou a emenda à constituição de Buenos Aires que permitiu que Duhalde concorresse à reeleição.
O presidente Menem buscou uma emenda constitucional para permitir sua reeleição, e Alfonsín se opôs à ideia. A vitória nas eleições de meio de mandato de 1993 fortaleceu o PJ, que aprovou o projeto de lei no Senado. Menem propôs um referendo sobre a alteração para forçar os deputados radicais a apoiá-lo. Ele também propôs um projeto que permitiria a aprovação de uma emenda constitucional com a maioria simples do Congresso. Como consequência, Alfonsín fez o Pacto de Olivos com o presidente. Com este acordo, a UCR apoiaria a proposta de Menem, mas com novas emendas que reduziriam o poder presidencial. O Conselho de Magistrados da Nação reduziu a influência do poder executivo sobre o judiciário, a cidade de Buenos Aires se tornou um território autônomo, permitindo eleger seu próprio prefeito, e o mandato presidencial foi reduzido para quatro anos. As eleições presidenciais incluíram o sistema de dois turnos e o colégio eleitoral foi abolido. Alfonsín foi eleito para a assembleia constituinte que trabalhou na alteração de 1994 da Constituição argentina. Uma facção da UCR, liderada por Fernando de la Rúa, se opôs ao pacto, mas o partido como um todo apoiou Alfonsín. A UCR obteve apenas 19% dos votos, alcançando o terceiro lugar, atrás do FREPASO, na eleição presidencial de 1995, quando Menem foi reeleito. Alfonsín renunciou à presidência do partido naquele ano.

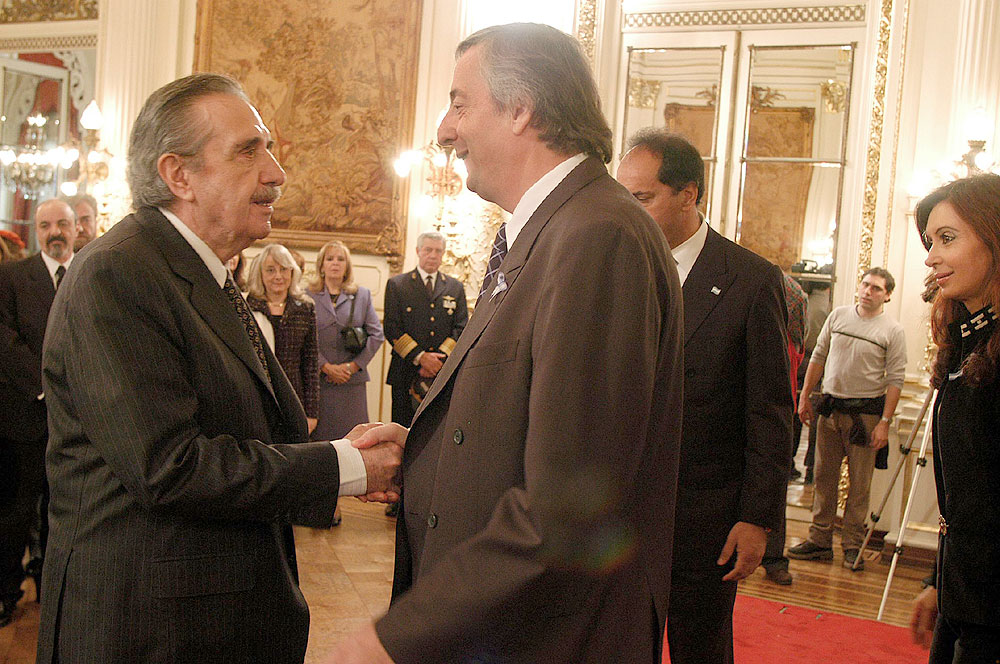
Alfonsín com o presidente Néstor Kirchner em maio de 2004.

A UCR e o FREPASO uniram-se como uma coligação política, a Aliança para o Trabalho, Justiça e Educação, liderada por Alfonsín, de la Rúa e Rodolfo Terragno da UCR, e Carlos Álvarez e Graciela Fernández Meijide do FREPASO. A coalizão ganhou as eleições legislativas de 1997. Alfonsín não concordou com de la Rúa sobre a taxa de câmbio fixa utilizada até então. O ex-presidente pensou que tinha sido uma boa medida no passado, mas se tornou prejudicial para a economia argentina, enquanto de la Rúa a apoiou.
Alfonsín sofreu um acidente de carro na Província de Río Negro em 1999, durante a campanha do governador Pablo Verani. Eles estavam na Rota 6, e Alfonsín foi ejetado do carro por não estar usando cinto de segurança, ficando hospitalizado por 39 dias. De la Rúa tornou-se presidente na eleição de 1999, derrotando Duhalde. Alfonsín foi eleito senador pela Província de Buenos Aires em outubro de 2001. De la Rúa renunciou durante os protestos de dezembro de 2001, e o Congresso nomeou Adolfo Rodríguez Saá, que também renunciou. Alfonsín instruiu os legisladores radicais a apoiar Duhalde como o novo presidente. Ele também lhe indicou dois ministros, Horacio Jaunarena para a Defesa e Jorge Vanossi para a Justiça. O apoio radical ajudou Duhalde a superar as ambições de Carlos Ruckauf e José Manuel de la Sota, que também queriam se tornar presidente. Os problemas de saúde de Alfonsín no final do ano o levaram a renunciar, sendo substituído por Diana Conti.
Em 2006, Alfonsín apoiou uma facção da UCR que favoreceu a ideia de indicar um candidato independente para a eleição presidencial de 2007. A UCR, em vez de apresentar seu próprio candidato, endossou Roberto Lavagna, um economista de centro-esquerda que presidiu a dramática recuperação na economia argentina de 2002 até romper com presidente Néstor Kirchner em dezembro de 2005. Incapaz de influenciar os partidários descontentes de Kirchner, Lavagna obteve o terceiro lugar. Alfonsín foi homenageado pela presidente Cristina Fernández de Kirchner com um busto na Casa Rosada em 1 de outubro de 2008. Esta foi sua última aparição pública.

## Morte

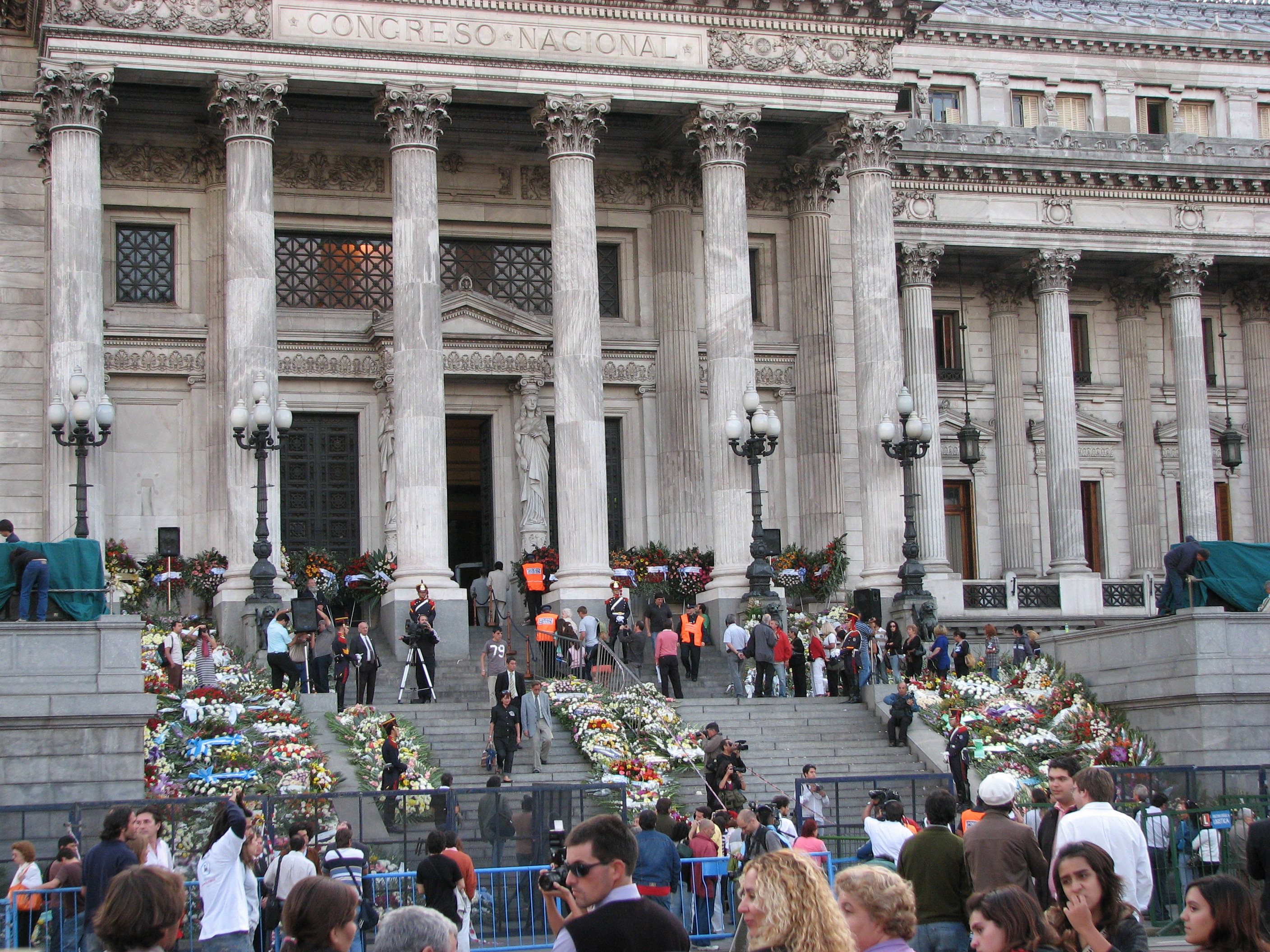
O serviço memorial de Alfonsín no Congresso da Nação Argentina.

Alfonsín morreu em casa em 31 de março de 2009, aos 82 anos, depois de ter sido diagnosticado um ano antes com câncer de pulmão. As ruas ao redor de sua casa na avenida de Santa Fé foram preenchidas com centenas de pessoas, que iniciaram uma vigília à luz de velas. O radical Julio Cobos, vice-presidente de Fernández de Kirchner, foi o presidente interino naquele momento e decretou três dias de luto nacional. Houve uma cerimônia no Congresso, onde seu corpo foi exibido no Salão Azul, sendo acompanhada por quase mil pessoas. A viúva, María Lorenza Barreneche, não pôde ir ao funeral por causa de sua própria saúde. Participaram os ex-presidentes Menem, de la Rúa, Duhalde e Néstor Kirchner, todos os membros da Corte Suprema da Argentina, o prefeito Mauricio Macri, o governador Daniel Scioli, o presidente do Uruguai Tabaré Vázquez e vários outros políticos. O caixão foi sepultado no Cemitério da Recoleta. Ele foi colocado ao lado dos túmulos de outras figuras históricas importantes da UCR, como Leandro N. Alem, Hipólito Yrigoyen e Arturo Illia.
A nível internacional, o Peru estabeleceu um dia de luto nacional e o Paraguai estabeleceu três dias. Os governos do Brasil, Chile, Colômbia, França, México, Paraguai, Peru, Espanha, Uruguai e Estados Unidos enviaram mensagens de condolências. Além de Tabaré Vázquez, Julio María Sanguinetti, do Uruguai, e Fernando Henrique Cardoso, do Brasil, participaram da cerimônia.

## Legado
Os historiadores Félix Luna, Miguel Angel de Marco e Fernando Rocchi elogiaram o papel de Alfonsín após a Guerra Suja e a restauração da democracia. Luna também considerou que Alfonsín era um presidente efetivo, e que ele deu um exemplo de não usar o Estado para ganho pessoal. De Marco ressaltou que era uma época delicada, e qualquer erro poderia ter posto em perigo a democracia recém-fundada e levado a outro golpe. Os historiadores acima mencionados não concordam, porém, com a visão do Pacto de Olivos. Luna considerou que era um mal necessário para evitar o caos que teria sido gerado se Menem conseguisse prosseguir com a emenda constitucional sem negociar com o UCR. De Marco e Rocchi, em vez disso, acreditam que foi o maior erro da carreira política de Alfonsín.
Alfonsín recebeu o Prêmio Princesa das Astúrias de 1985 de cooperação internacional por causa de seu papel no fim da disputa do Beagle e seu trabalho para restabelecer a democracia na Argentina. Foi nomeado "Cidadão Ilustre da Província de Buenos Aires" em 2008 e "Cidadão Ilustre de Buenos Aires" em 2009. A última atribuição foi concedida postumamente e recebida por seu filho Ricardo Alfonsín.

## Nota
- Este artigo foi inicialmente traduzido, total ou parcialmente, do artigo da Wikipédia em inglês cujo título é «Raúl Alfonsín», especificamente desta versão.